# 东湖水库 (阳东)
东湖水库位于中国广东省阳江市阳东县那龙镇，是以灌溉为主，兼有发电、防洪、养殖等功能的大（二）型水库。
1959年11月动工，1961年10月竣工。原名“老邓水库”，1969年改为现名。